# Polonia Bydgoszcz (hokej na lodzie)
Polonia Bydgoszcz – sekcja hokeja na lodzie klubu Polonia Bydgoszcz, istniejąca w latach 1928-1939 i 1949-1992.

## Historia
- 1928-1932 – Klub Sportowy Polonia Bydgoszcz
- 1932-1939 – Bydgoski Klub Sportowy Polonia
- 1945-1949 – Bydgoski Klub Sportowy Polonia przy Zarządzie Miejskim
- 1949-1956 – Zrzeszenie Sportowe Gwardia Bydgoszcz
- 1956-1957 – Federacja Klubów Sportowych Gwardia Bydgoszcz
- 1957-1962 – Milicyjny Klub Sportowy Polonia Bydgoszcz
- 1962-1973 – Bydgoski Klub Sportowy Polonia
- 1973-1990 – Gwardyjski Klub Sportowy Polonia Bydgoszcz
- 1990-1992 – Bydgoski Klub Sportowy Polonia

Sekcję hokejową w BKS Polonia założono w 1928 roku. Bazą do uprawniania hokeja było początkowo lodowisko przy parku Jana Kochanowskiego (0,4 ha), a od 1932 przy ul. Hetmańskiej z bufetem, oświetleniem i megafonami. Po II wojnie światowej sekcję hokejową założono w KS Partyzant. Jego skład zestawiono spośród członków bydgoskiej Polonii oraz repatriantów, byłych zawodników drużyny Ognisko Wilno, która grała w przedwojennej ekstraklasie. W 1949 kluby: Polonia, Partyzant i Burza wcielono do nowo powołanego Zrzeszenia Sportowego Gwardia.
Od 1948 hokeiści Gwardii uczestniczyli w rozgrywkach I ligi. W latach 50. zespół zaliczał się do najlepszych w Polsce. W 1954 i 1955 uzyskał tytuł wicemistrza kraju (za OWKS Warszawa), a trzech zawodników zaliczono do kadry narodowej. Trenerem drużyny był pamiętający czasy przedwojennej – biało-czerwonej Polonii – Alfred Labenz, odkrywca talentu jednego z najlepszych bramkarzy polskiego hokeja na lodzie – Andrzeja Tkacza – wychowanka Polonii, bramkarza mistrzowskiej drużyny z 1966. Labenz w czasie drugiej wojny światowej trafił do obozu koncentracyjnego, tam dokonywano na nim eksperymenty medyczne.
W 1959 roku zbudowano w czynie społecznym czwarte w Polsce sztuczne lodowisko (po Katowicach, Warszawie i Łodzi) przy Bydgoskich Zakładach Mięsnych, które dostarczały mocy chłodniczej. W konkursie Ilustrowanego Kuriera Polskiego lodowisko otrzymało nazwę Torbyd i stało się bazą dla zawodników Polonii Bydgoszcz. Zespół Polonii w 1960 awansował do ekstraklasy, gdzie dwa razy osiągnął 3. miejsce (1964 i 1965), a w 1963 także puchar Polskiego Związku Hokeja na Lodzie. W 1966 hokeiści Polonii uzyskali tytuł mistrza Polski juniorów, w latach 1967 i 1972 – tytuł wicemistrza kraju, a w 1963, 1973 i 1975 – 3. miejsca. Polonia występowała w ekstraklasie aż do 1978, kiedy po spadku do II ligi została przekazana do BKS Budowlani, który z kolei grał w ekstraklasie w latach 1980-1984.
W latach 70. był organizowany hokejowy Puchar Bydgoszczy.
W 1984 hokej wrócił do Polonii, która przejęła na własność od miasta lodowisko Torbyd. W sezonie II ligi 1985/1986 Polonia awansowała do I ligi. rzy lata później, mimo awansu sportowego wywalczonego w sezonie II ligi 1988/1989, drużyna Polonii nie przystąpiła następnie do gry w I lidze 1989/1990 z powodu trudności finansowych (ograniczenie finansowania ze strony Ministerstwa Spraw Wewnętrznych). Wobec tego Polonia występowała w sezonie II ligi 1989/1990, w którego II rundzie nie wyjeżdżała na mecze wyjazdowe z powodu oszczędności środków. W trakcie sezonu II ligi 1990/1991 Polonię wzmocniło dwóch hokeistów z Czechosłowacji. W sezonie II ligi 1991/1992 Polonia zajęła trzecie miejsce w Grupie Północnej, po czym w półfinale rozgrywek uległa Stoczniowcowi Gdańsk.
W 1992 sekcja hokejowa usamodzielniła się i działała pod nazwą BTH Bydgoszcz, występując na zapleczu ekstraklasy.

## Sukcesy
Seniorzy
- Srebrny medal mistrzostw Polski: 1954, 1955
- Brązowy medal mistrzostw Polski: 1964, 1965
- Złoty medal II ligi: 1960, 1986, 1989

Juniorzy
- Brązowy medal mistrzostw Polski: 1963, 1973, 1975
- Złoty medal mistrzostw Polski: 1966
- Srebrny medal mistrzostw Polski: 1967, 1972

## Sezony w polskiej lidze
Rozgrywki hokeistów Polonii Bydgoszcz (od 1953):
| Sezon     | Liga            | Miejsce | Mecze | Bilans bramkowy | Punkty | Uwagi                                                   |
| 1948/1949 | I liga          |         |       |                 |        | pod szyldem Gwardia                                     |
| 1949/1950 | I liga          |         |       |                 |        | pod szyldem Gwardia                                     |
| 1953/1954 | I liga          | 2       | 3     | 20:10           | 4      | pod szyldem Gwardia                                     |
| 1954/1955 | I liga          | 2       | 3     | 13:15           | 4      | pod szyldem Gwardia                                     |
| 1955/1956 | I liga          | 7       | 13    | 36:107          | 8      | spadek do II ligi, Gwardia                              |
| 1956/1957 | II liga         |         |       |                 |        |                                                         |
| 1957/1958 | II liga         | 7       | 14    | 40:74           | 6      | spadek do III ligi                                      |
| 1958/1959 | III liga        | złoto   |       |                 |        | awans do II ligi                                        |
| 1959/1960 | II liga         | złoto   |       |                 |        | awans do ekstraklasy                                    |
| 1960/1961 | I liga          | 6       | 27    | 138:100         | 32     |                                                         |
| 1961/1962 | I liga          | 6       | 30    | 89:196          | 13     | spadek do II ligi                                       |
| 1962/1963 | II liga         | 2       | 30    | 236:58          | 53     | awans do ekstraklasy                                    |
| 1963/1964 | I liga          | 3       | 14    | 65:67           | 13     |                                                         |
| 1964/1965 | I liga          | 3       | 34    |                 | 35     |                                                         |
| 1965/1966 | I liga          | 7       | 36    | 125:153         | 26     |                                                         |
| 1966/1967 | I liga          | 6       | 26    |                 | 31     |                                                         |
| 1967/1968 | I liga          | 7       | 42    | 172:174         | 39     |                                                         |
| 1968/1969 | I liga          | 4       | 30    | 139:143         | 17     |                                                         |
| 1969/1970 | I liga          | 7       | 36    | 159:181         | 31     |                                                         |
| 1970/1971 | I liga          | 6       | 36    | 185:185         | 34     |                                                         |
| 1971/1972 | I liga          | 7       | 40    | 175:167         | 39     |                                                         |
| 1972/1973 | I liga          | 6       | 36    | 145:188         | 32     |                                                         |
| 1973/1974 | I liga          | 6       | 36    | 148:173         | 36     |                                                         |
| 1974/1975 | I liga          | 5       | 36    | 151:157         | 40     |                                                         |
| 1975/1976 | I liga          | 6       | 30    | 94:130          | 25     |                                                         |
| 1976/1977 | I liga          | 9       | 44    | 141:212         | 34     |                                                         |
| 1977/1978 | I liga          | 10      | 36    | 75:243          | 11     | spadek do II ligi                                       |
| 1978-1984 | II liga, I liga |         |       |                 |        | drużyna włączona do klubu BKS Bydgoszcz                 |
| 1984/1985 | II liga         | 3       |       |                 |        |                                                         |
| 1985/1986 | II liga         | złoto   |       |                 |        | awans do ekstraklasy                                    |
| 1986/1987 | I liga          | 10      | 30    | 81:152          | 14     | spadek do II ligi                                       |
| 1987/1988 | II liga         | 2       | 32    | 257:82          | 58     |                                                         |
| 1988/1989 | II liga         | złoto   |       |                 |        | awans do ekstraklasy i rezygnacja z powodów finansowych |
| 1989/1990 | II liga         | 4       |       | 114:78          | 19     |                                                         |
| 1990/1991 | II liga         | 2       |       |                 |        |                                                         |
| 1991/1992 | II liga         | 3-4     |       |                 |        |                                                         |
| 1992-2003 | II liga         |         |       |                 |        | drużyna włączona do BTH Bydgoszcz                       |

## Zawodnicy
- Mieczysław Burda – zawodnik Polonii w latach 1954-1955, uczestnik igrzysk olimpijskich w Sankt Moritz 1948, 33 razy grał w reprezentacji Polski (11 bramek)
- Eugeniusz Lewacki – hokeista Polonii w latach 1954–1955, uczestnik igrzysk olimpijskich w Sankt Moritz 1948 i Oslo 1952, 47 razy grał w reprezentacji Polski (26 bramek)
- Andrzej Tkacz – wychowanek i zawodnik Polonii Bydgoszcz (1959-1964), uczestnik igrzysk olimpijskich w Sapporo 1972 i Innsbrucku 1976 oraz 8 turniejów o mistrzostwo świata, w 1997 trener kadry Polski
- Maksymilian Lebek – hokeista Polonii w latach 1963–1965
- Marian Feter – wychowanek i długoletni zawodnik Polonii (1964-1981), uczestnik igrzysk olimpijskich w Sapporo 1972 oraz 4 turniejów o mistrzostwo świata (1970-1975), 78 razy grał w reprezentacji Polski (5 bramek)
- Czesław Panek – wychowanek i zawodnik Polonii (1969-1974 i 1977-1981), uczestnik mistrzostw świata w 1981
- Piotr Panek – wychowanek i zawodnik Polonii, na przełomie lat 70. i 80. jeden z najlepszych bramkarzy w Polsce.
- Jacek Kubowicz – hokeista Polonii w latach 1986–1987
- Władysław Balakowicz – hokeista Polonii w latach 1987–1989
- Sławomir Olszewski – hokeista Polonii w latach 1986–1987
- Jerzy Borowicz, Ryszard Gałęzewski, Jerzy Brzeski, Henryk Bielicki, Leszek Wojtczak, Roman Niedzielski, Tadeusz Godziątkowski, Marek Murzyn, Piotr Godziątkowski, Jarosław Gawara, Marek Gmiński, Arendt Jacek